# جبرئيل (بابارشاني)
جبرئیل (بالفارسية: جبرئیل) هي قرية تقع في إيران في قسم بابارشاني الريفي. يقدر عدد سكانها بـ 567 نسمة .